# Sarisariñama
El Sarisariñama (Sarisariñama-Jidi en maquiritare) es un tepuy del parque nacional Jaua-Sarisariñama en el extremo Sur-Oeste del estado Bolívar en Venezuela, cerca de la frontera con Brasil.
Esta meseta es una de las más aisladas del país, encontrándose a cientos de kilómetros de la carretera más cercana. En la actualidad el acceso se encuentra restringido a investigadores científicos exclusivamente.
La característica más distintiva y peculiar de este tepuy de 2300 metros de altura es la presencia en su cima de cavidades prácticamente circulares (simas) que aún hoy son un misterio para la geología. Estas profundas depresiones tienen un diámetro en la boca de 350 metros, y una profundidad vertical de 350 metros igualmente. Las paredes de estos pozos, completamente verticales y por lo tanto insuperables para las criaturas que habitan el fondo del precipicio, han permitido aislar un ecosistema único, habiendo especies  de plantas y animales que no se encuentran en ninguna otra parte del planeta (endémicas). Estas simas fueron documentadas y exploradas por primera vez en 1974.

## Historia y exploración
El tepuy Sarisariñama se encuentra a varios cientos de kilómetros de la carretera más cercana. Por esta razón pasó mucho tiempo sin conocerse detalles de éste. La primera exploración destacada se realizó en noviembre de 1964, con un paso aéreo por el piloto Harry Gibson (compañero de James Crawford Angel descubridor del Salto Angel) quien observó los inmensos sumideros. El primer aterrizaje con éxito en el Sarisariñama lo realiza el ornitólogo William H. Phelps Jr. en marzo de 1967. En febrero de 1974 una expedición dirigida por Charles Brewer-Carías explora el tepuy y las simas o sumideros, acompañado por varios investigadores científicos como el botánico Julian Steyermark, William H. Phelps Jr., los orquideólogos Stalky Dunsterville y su esposa Nora. Sus resultados mostraron que ambos sumideros representan un ecosistema único con muchos animales y especies de plantas.

## Biogeografía
El Sarisariñama es similar a otros tepuyes, se compone de cuarcita de la formación Roraima, perteneciente al Paleoproterozoico, el área de la cumbre del tepuy Sarisariñama tiene 546.88 km² y la pendiente tiene 482 km² de área.
En contraste con muchos de los tepuyes en Guyana, Venezuela y Brasil la mayor parte de la superficie de Sarisariñama es muy boscosa, presenta una gran variedad de especies forestales de 15-25 metros de altura que cubren la parte superior de la misma. Este ecosistema aislado es especialmente rico en numerosas especies endémicas de plantas y animales.

### Datos de interés
- Ubicación: latitud 4°44′59″ N (4.750°), longitud 64°24′2″ O (-64.401°)
- Superficie: 330.000 ha
- Altura: entre 500 y 2400 m s. n. m.
- Temperaturas: entre 12 y 24 °C
- Precipitaciones: 2.800 a 3.600 mm por año.
- Flora: helechos, orquídeas, ericáceas, compuestas, ciperáceas y bromeliáceas.
- Fauna: Marmosa tyleriana,[10] Stefania riae[11] Steatornis caripensis,[1] danta, jaguar.

## Simas
Las características más distintivas de este tepui son sus simas. Hay cuatro pozos conocidos. Dos de ellas, la Cueva Sima Humboldt y la sima Martel en homenaje a los naturalistas Alejandro de Humboldt y Édouard Alfred Martel respectivamente, son visualmente inusuales, enormes, y bien conocidas, con los ecosistemas de bosque aislado en el fondo de ellas. La más grande, la sima Humboldt, llega a 352 metros de ancho y 314 metros de profundidad. Otro sumidero del Sarisariñama de 1,35 km de longitud es la sima de la Lluvia, que ha sido muy importante para la exploración de los procesos de erosión en tepuyes.